# Cacosternum boettgeri
Espèce
Synonymes
- Arthroleptis boettgeri Boulenger, 1882
- Arthroleptis schebeni Nieden, 1914 "1913"

Statut de conservation UICN

 LC  : Préoccupation mineure
Cacosternum boettgeri est une espèce d'amphibiens de la famille des Pyxicephalidae.

## Répartition
Cette espèce se rencontre jusqu'à 2 500 m d'altitude en Afrique australe (Afrique du Sud, Botswana, Lesotho, Mozambique, Namibie, Swaziland, Zambie, Zimbabwe) et curieusement également en Éthiopie,.

## Étymologie
Cette espèce est nommée en l'honneur d'Oskar Boettger.

## Publication originale
- Boulenger, 1882 : Catalogue of the Batrachia Salientia s. Ecaudata in the collection of the British Museum, ed. 2, p. 1-503 (texte intégral).